# Kanagasaki (hrad)
Hrad Kanagasaki byl japonský hrad ve stylu yamashiro z období Kamakura až do období Nanbokučó, který se nachází v části města Curuga v prefektuře Fukui v oblasti Hokuriku na ostrově Honšú v Japonsku. Byl také známý jako hrad Curuga. Ruiny jsou od roku 1934 chráněny ústřední vládou jako národní historické místo.

## Kontext
Hrad Kanagasaki se nachází na malém kopci 86 metrů nad mořem v severovýchodní části města Curuga. Opevnění zde poprvé postavil Taira no Mičimori (1153–1184), když bojoval proti Kisovi Jošinakovi ve válce v Genpei. V současnosti zbyly jen zbytky kamenných a hliněných ohrad, suché příkopy a základy centrální budovy a brány. Šintoistická svatyně Kanegasaki-gu byla postavena poblíž úpatí kopce během období Meidži.

## Historie
Během obléhání Kanagasaki byly síly loajální k Jošisadovi Nittovi uvězněny na tři měsíce na hradě Kanagasaki Ašikagou Takaudžim. Nittův spojenec Urjú Tamocu byl v březnu 1337 přinucen vrátit se do somajamského hradu a brzy poté se k němu připojil Jošisada Nitta. Neúspěšný protiútok z hradu Somayama nedokázal zrušit obležení proti Kanagasaki, jehož obránci byli nuceni jíst koňské maso, aby přežili, a téměř se uchýlili ke kanibalismu, než se vzdali. Jošisada Nitta, princ Takanaga, a asi 300 partyzánů z Jižního dvora byli zabiti nebo spáchali sebevraždu, když hrad padl.
Další bitvou bylo obléhání Kanegasaki (1570), kdy Oda Nobunaga vedl neúspěšný útok proti silám klanu Asakura. Hidejoši Tojotomi, tehdy známý jako „Kinošita Hidejoši“, bojoval s oslavovanou akcí zadního voje, díky níž dokázal Nobunaga uniknout porážce.
Zřícenina hradu je asi sedm minut jízdy autem od stanice Curuga na hlavní lince JR Západní Hokuriku.